# Organización territorial del África Oriental Italiana
El África Oriental Italiana era gobernada, en nombre del rey de Italia y emperador de Etiopía Vittorio Emanuele III, por un gobernador general quien recibía el título de virrey de Etiopía en Adís Abeba. Entre 1936 y 1941, un total de seis gobernadores recibieron dicho título.
El territorio se encontraba dividido en seis gobernaciones, cada una de las cuales era administrada por un gobernador, asistido por una Consejo de Gobierno. Las gobernaciones se subdividían en Comisariados de Gobierno, cuya máxima autoridad era el comisario de gobierno, ayudado por un vicecomisario de Gobierno. A su vez, los comisariados se subdividían en residencias. Por Ley cada sede los Comisariados debía contar, al menos, con escuelas, una oficina postal, un telégrafo, una estación médica y una pista de aviación.
Hasta 1938 existía la gobernación de Adís Abeba, cuyo territorio fue integrado en la recién formada gobernación de Shewa. Durante la existencia del África Oriental Italiana, por primera vez en la historia se llevaron a cabo Planos Reguladores para ciudades de Etiopía: Harar (G. Ferrazza) y Dire Dawa (G. Ferrazza) en 1938, y Adís Abeba (I. Guidi y C. Valle) en 1939.

## División administrativa

Mapa de la división administrativa del África Oriental Italiana.

| Gobernación   | Población | Capital    | Código    |  |
| ------------- | --------- | ---------- | --------- |  |
| Amara         | 2.000.000 | Gondar     | AM - AOI  |  |
| Eritrea       | 1.000.000 | Asmara     | ER - AOI  |  |
| Harar         | 1.300.000 | Harar      | HA - AOI  |  |
| Gala y Sidama | 1.600.000 | Jima       | GS - AOI  |  |
| Shewa         | 1.850.000 | Adís Abeba | SC - AOI  |  |
| Somalia       | 1.300.000 | Mogadiscio | SOM - AOI |  |